# 비셸리에역
비셸리에역(이탈리아어: Bisceglie)은 밀라노 지하철 1호선의 역이다. 1992년 3월 21일 문을 열면서 1호선의 서쪽 종착역이 되었다. 이 역은 밀라노 코무네의 비스첼리에 가 (Via Bisceglie)에 위치해 있다.
이 종착역에서는 부근에 있는 버스 정류장을 통해 ATM이 운영하는 지역 및 도시 간 버스를 탈 수 있다.

## 시설
이 역에는 다음과 같은 시설이 있다.
- 장애인 승객을 위한 접근 시설
- 엘레베이터
- 에스컬레이터
- 승차권 자동 판매기
- 역 감시카메라
- 1400대 규모의 파크 앤드 라이드 시설